# Surdisorex
A Surdisorex az emlősök (Mammalia) osztályának Eulipotyphla rendjébe, ezen belül a cickányfélék (Soricidae) családjába és az afrikai fehérfogú cickányok (Myosoricinae) alcsaládjába tartozó nem.

## Előfordulásuk
A Surdisorex cickánynem Kenya endemikus állatcsoportja, azaz az összes idetartozó faj, csakis ebben az országban található meg.

## Rendszerezés
A nembe az alábbi 3 élő faj tartozik:
- aberdare-hegységi őscickány (Surdisorex norae) Thomas, 1906 - típusfaj
- kenya-hegyi őscickány (Surdisorex polulus) Hollister, 1916
- Surdisorex schlitteri Kerbis Peterhans, Stanley, Hutterer, Demos & Agwanda, 2009